# Марышева, Наталия Ивановна
Ната́лия Ива́новна Ма́рышева (род. 2 ноября 1929) — советский и российский правовед, специалист в области международного частного права, коллизионного семейного права, международного гражданского процесса, главный научный сотрудник отдела международного частного права Института законодательства и сравнительного правоведения при Правительстве Российской Федерации, доктор юридических наук, заслуженный деятель науки Российской Федерации.

## Биография
С 1947 по 1952 год обучалась на юридическом факультете Московского государственного университета им. М. В. Ломоносова.
С 1952 по 1966 год работала старшим консультантом судебной коллегии по гражданским делам Верховного Суда СССР и заочно обучалась в аспирантуре Всесоюзного научно-исследовательского института советского законодательства (в настоящее время — Институт законодательства и сравнительного правоведения при Правительстве Российской Федерации).
В 1965 году защитила кандидатскую диссертацию «Вопросы гражданского процесса в договорах о правовой помощи, заключённых Советским Союзом с другими социалистическими странами, — в практике судов и органов нотариата» (научный руководитель — Лазарь Адольфович Лунц), после чего перешла на научную работу — была принята на должность старшего научного сотрудника в Институт законодательства и сравнительного правоведения при Правительстве Российской Федерации.
В 1996 году в Институте законодательства и сравнительного правоведения при Правительстве Российской Федерации защитила докторскую диссертацию «Международная правовая помощь по гражданским и уголовным делам».
С 1995 по 2004 год заведовала отделом международного частного права |Института законодательства и сравнительного правоведения. В настоящее время является главным научным сотрудником этого отдела.

## Научная деятельность
Сферу научных интересов Марышевой составляют проблемы международного частного права: вопросы правового положения иностранных граждан в Российской Федерации, коллизионное регулирование, семейные отношения с участием иностранных граждан, международное усыновление (удочерение), международный гражданский процесс, вопросы международной правовой помощи.
Наталия Ивановна Марышева является автором многочисленных научных работ, комментариев к законодательным актам, учебников и учебных пособий по международному частному праву и гражданскому процессу. Среди них: «Международный гражданский процесс». (Т. III «Курса международного частного права», в соавторстве с Л. А. Лунцем), главы в учебниках по международному частному праву и международному гражданскому процессу, монография «Семейные отношения с участием иностранцев» (2007). Соавтор комментариев к Гражданскому, Гражданско-процессуальному и Семейному кодексам Российской Федерации.
Принимала участие в подготовке ряда законодательных актов, в том числе раздела VI «Международное частное право» Гражданского кодекса Российской Федерации, международных договоров СССР и Российской Федерации по вопросам правовой помощи по гражданским, семейным и уголовным делам.
В настоящее время[какое?] занимает должности:
- Главный научный сотрудник отдела международного частного права Института законодательства и сравнительного правоведения при Правительстве Российской Федерации.[источник не указан 277 дней]
- Член Ученого совета Института законодательства и сравнительного правоведения при Правительстве Российской Федерации.[источник не указан 277 дней]
- Арбитр Международного коммерческого арбитражного суда при Торгово-промышленной палате Российской Федерации.[источник не указан 277 дней]
- Член Научно-консультативного совета при Высшем Арбитражном суде Российской Федерации (гражданско-правовая секция).[источник не указан 277 дней]
- Член Научно-консультативного совета при Министерстве юстиции Российской Федерации.[источник не указан 277 дней]

Входила в состав Рабочей группы по подготовке проекта части третьей Гражданского кодекса Российской Федерации, принятой в 2001 г. В настоящее время является членом Рабочей группы по законодательству о международном частном праве, образованной в рамках Совета при Президенте Российской Федерации по кодификации и совершенствованию гражданского законодательства. С её участием был подготовлен проект изменений в раздел VI «Международное частное право» части третьей Гражданского кодекса Российской Федерации.

## Основные работы
- Марышева Н. И. Общие замечания к разд. VI, комментарий к ст. 1219, 1220, 1224 ГК РФ // Комментарий к Гражданскому кодексу Российской Федерации части третьей (постатейный)/отв. ред. разд. V — К. Б. Ярошенко, разд. VI — Н. И. Марышева. М.: Издательский дом «Инфра-М»; Юридическая фирма «Контракт». 2010. С. 371—377, 598—614.
- Марышева Н. И. «Коллизионное семейное право», «Международный гражданский процесс» // Международное частное право. 3-е изд., перераб. и доп./отв. ред. Н. И. Марышева. М.: Юридическая фирма «Контракт»; Волтерс Клувер, 2011. С. 673—728, 754—847.
- Марышева Н. И. Главы: «Коллизионное семейное право», «Международный гражданский процесс» // Международное частное право: учеб. Пособие для бакалавров / отв. ред. Н. И. Марышева. — 3-е изд., перераб. и доп. — М.: Издательство Юрайт, 2012. — С. 382—406, 423—460
- Марышева Н. И. Международная унификация в области семейного права: вопросы усыновления // Журнал российского права. — 2012. — № 5. — С. 93-103.
- Марышева Н. И. Международная унификация в области семейного права: защита прав детей // Проблемы унификации международного частного права: монография / отв. ред. А. Л. Маковский, И. О. Хлестова. — М.: Институт законодательства и сравнительного правоведения при Правительстве Российской Федерации; ИД «Юриспруденция», 2012. — С. 413—479

## Награды
За большой личный вклад в развитие российской юридической науки и многолетний плодотворный труд Распоряжением Правительства Российской Федерации от 31 октября 1999 г. № 1780-р Наталия Ивановна Марышева была награждена Почетной грамотой Правительства Российской Федерации. Неоднократно была награждена почетными знаками Министерства юстиции Российской Федерации.
Указом Президента Российской Федерации от 2 июля 2001 г. № 795 «О награждении государственными наградами Российской Федерации» за заслуги в научной деятельности Наталии Ивановне Марышевой было присвоено почетное звание Заслуженный деятель науки Российской Федерации.